# Ponto de Schiffler
Na geometria, o ponto de Schiffler é um ponto definido de um triângulo que é constante  em suas transformações euclidianas. Esse ponto foi definido e investigado pela primeira vez por Kurt Schiffler e outros, em 1985.
Seja um triângulo ABC cujo incentro I possui o seu ponto Schiffler (Sp) no ponto de concorrência das retas de Euler dos quatro triângulos BCI, CAI, ABI e ABC.
As coordenadas trilineares do ponto de Schiffler são
{\displaystyle \left[{\frac {1}{\cos B+\cos C}},{\frac {1}{\cos C+\cos A}},{\frac {1}{\cos A+\cos B}}\right]}
ou, equivalentemente,
{\displaystyle \left[{\frac {b+c-a}{b+c}},{\frac {c+a-b}{c+a}},{\frac {a+b-c}{a+b}}\right]}
em que a, b e c denotam os comprimentos dos lados do triângulo ABC.